# P/2021 N1 ZTF
P/2021 N1 ZTF è una cometa periodica appartenente alla famiglia delle comete gioviane; la cometa è stata scoperta il 17 giugno 2021 . La cometa ha una MOID con la Terra di sole 0,021 U.A..

## Possibile sciame meteorico correlato
La cometa potrebbe dare origine ad uno sciame meteorico con radiante circa alle coordinate celesti 15 H 33 M, -59,1°, un punto situato a circa 1° da Gamma Circini e a circa 6-7° da Alfa Centauri: il picco dello sciame dovrebbe essere centrato attorno al 20 luglio; le sue meteore dovrebbero avere una velocità di poco più di 12 km/s. È da ricordare che lo sciame è ancora da confermare.